# Elezioni politiche italiane del 2008 (Veneto)
Le elezioni politiche si sono svolte in Italia tra il 13 ed il 14 aprile 2008. La vittoria in Veneto è andata alla coalizione fra Il Popolo della Libertà e la Lega Nord, come del resto è accaduto a livello nazionale. Il Popolo della Libertà ha raggiunto il 27.4% dei consensi, tallonati dal 27.0% raggiunto dalla Lega Nord, mentre al Partito Democratico è andato il 26.5%.

## Risultati
| Coalizioni e Partiti alla Camera dei Deputati   | Voti      | %      | Partiti                          | Voti    | %      | Seggi |
| ----------------------------------------------- | --------- | ------ | -------------------------------- | ------- | ------ | ----- |
| Il Popolo della Libertà – Lega Nord             | 1.668.352 | 54,19% | Il Popolo della Libertà          | 837.906 | 27,40% | 15    |
| Il Popolo della Libertà – Lega Nord             | 1.668.352 | 54,19% | Lega Nord                        | 830.446 | 26,79% | 16    |
| Partito Democratico – Italia dei Valori         | 944.298   | 31,15% | Partito Democratico              | 812.509 | 26,75% | 14    |
| Partito Democratico – Italia dei Valori         | 944.298   | 31,15% | Italia dei Valori                | 131.789 | 4,40%  | 2     |
| Unione di Centro                                | 171.074   | 5,47%  | Unione di Centro                 | 171.074 | 5,47%  | 3     |
| La Sinistra l'Arcobaleno                        | 68.164    | 2,28%  | La Sinistra l'Arcobaleno         | 68.164  | 2,28%  | -     |
| La Destra-Fiamma Tricolore                      | 59.875    | 1,95%  | La Destra-Fiamma Tricolore       | 59.875  | 1,95%  | -     |
| Liga Veneta Repubblica                          | 31.353    | 1.0%   | Liga Veneta Repubblica           | 31,353  | 1.0%   | -     |
| Lista dei Grilli Parlanti                       | 22,502    | 0.7%   | Lista dei Grilli Parlanti        | 22,502  | 0.7%   | -     |
| Partito Socialista                              | 16,547    | 0.5%   | Partito Socialista               | 16,547  | 0.5%   | -     |
| Aborto? No, grazie                              | 16,308    | 0.5%   | Aborto? No, grazie               | 16,308  | 0.5%   |       |
| Altri                                           | 66,504    | 2.2%   | Altri                            | 66,504  | 2.2%   | -     |
| Coalizioni e Partiti al Senato della Repubblica | Voti      | %      | Partiti                          | Voti    | %      | Seggi |
| Popolo della Libertà – Lega Nord                | 1.540.512 | 54,36% | Popolo della Libertà             | 802.282 | 28,31% | 8     |
| Popolo della Libertà – Lega Nord                | 1.540.512 | 54,36% | Lega Nord                        | 738.230 | 26,05% | 7     |
| Partito Democratico – Italia dei Valori         | 895.230   | 31,59% | Partito Democratico              | 771.674 | 27,23% | 8     |
| Partito Democratico – Italia dei Valori         | 895.230   | 31,59% | Italia dei Valori                | 123.556 | 4,36%  | 1     |
| Unione di Centro                                | 162.617   | 5,74%  | Unione di Centro                 | 162.617 | 5,74%  | -     |
| La Sinistra l'Arcobaleno                        | 61.518    | 2,17%  | La Sinistra l'Arcobaleno         | 61.518  | 2,17%  | -     |
| La Destra-Fiamma Tricolore                      | 49.283    | 1,74%  | La Destra-Fiamma Tricolore       | 49.283  | 1,74%  | -     |
| Liga Veneta Repubblica                          | 47.647    | 1,68%  | Liga Veneta Repubblica           | 47.647  | 1,68%  | -     |
| Partito Socialista                              | 14.768    | 0,52%  | Partito Socialista               | 14.768  | 0,52%  | -     |
| Partito Comunista dei Lavoratori                | 11.988    | 0,42%  | Partito Comunista dei Lavoratori | 11.988  | 0,42%  | -     |
| Per il Bene Comune                              | 11.557    | 0,41%  | Per il Bene Comune               | 11.557  | 0,41%  | -     |
| Forza Nuova                                     | 9.904     | 0,35%  | Forza Nuova                      | 9.904   | 0,35%  | -     |
| Sinistra Critica                                | 9.520     | 0,34%  | Sinistra Critica                 | 9.520   | 0,34%  | -     |
| Partito Liberale Italiano(1997)                 | 7.898     | 0,28%  | Partito Liberale Italiano(1997)  | 7.898   | 0,28%  | -     |
| Altri                                           | 62,123    | 2.2%   | Altri                            | 62,123  | 2.2%   | -     |